# 時代劇が好きなのだ!
時代劇が好きなのだ！（じだいげきがすきなのだ）は、2023年10月7日に放送開始されたラジオ番組。Podcast配信を中心に不定期で配信中。2024年12月から同チャンネル内で、時代劇に関係するクリエイターや関係者とトークをする「居酒屋 時代劇が好きなのだ！」もスタートした。
「時代劇が好きなのだ！」は2025年1月までは東京都府中市のコミュニティFM「ラジオフチューズ」で毎月第1土曜日の22:30から放送されていたが、1月より不定期になり、7月で離脱した。

## 番組概要
「時代劇が好きなのだ！」は、時代劇が好きなクリエイター、スタッフ、俳優などを招き、時代劇について語る番組である。
これまでの主な俳優ゲストは、山内としお、村上弘明、合田雅吏、阿部進之介、林与一、緒方恵美、松平健、原田龍二、6代目河原崎國太郎、山口馬木也、峰蘭太郎、本山力、冨家ノリマサ、野村将希、中尾ミエ、照英、斉藤晶（登場順）ほか。
2024年12月よりPodcast限定の「居酒屋 時代劇が好きなのだ！」として、クリエイターや関係者の話に特化したシリーズを開始。
これまでの主なゲストは、宮川絵里子（「SHOGUN 将軍」プロデューサー）、森卓一（原田龍二マネージャー）、⻆銅博之（アニメ監督）、ムトウユージ（アニメ監督）、佐藤懐智（アニメ監督）、大野裕之（日本チャップリン協会会長）、清家一斗（殺陣師）ほか。

## オリジナルテーマ曲
オリジナルテーマ曲は、『極道の妻たち 決着』や『八丁堀の七人』などでお馴染みの作曲家の栗山和樹が担当している。

## パーソナリティ
番組のパーソナリティは、平成育ちで時代劇非黄金期ファンの時代劇リサーチャー・絵描き・文筆家のNuiが務める。

## Podcast版ナレーション
Podcast版のナレーションは、アクロスエンタテインメントの東雲ゆうさが務める。

## 放送詳細
- Spotify、ApplePodcast、AmazonMusicなどのPodcastサービスで配信中。
- ラジオ局での放送日：不定期　最新情報は公式X（旧Twitter）を参照。
- 2025年1月までは毎月第1土曜日 22:30〜23:00（29分番組）の放送だった。

## 聴取方法
インターネット環境があれば、Spotify、ApplePodcast、AmazonMusicのスマートフォンアプリ、もしくはPCのブラウザアプリから聞くことができる。ラジオ局での放送もインターネットで聞くことができる。
個人サポーターズ制度があり、メンバーは限定の動画などを視聴できる。

## Podcast版
過去の放送アーカイブと、Podcastでしか聴けない限定版「おかわり」を配信している。また、2024年12月よりPodcast限定の「居酒屋 時代劇が好きなのだ！」を開始。同じチャンネルで聴取が可能。
Spotify、ApplePodcast、AmazonMusicのアプリをダウンロードして「時代劇が好きなのだ」で検索すると聴取できる。それぞれのアプリの利用には、無料の会員登録が必要である。

### 聴取方法
- Spotify: 最新の音楽や人気の音声配信が聴き放題（iPhone用）
- Spotify: Music and Podcasts - Apps on Google Play（Android用）
- スマホを持っていない場合、Webブラウザから直接聴くことができる。

各回の配信時期は不定期である。番組をアプリ内でフォローし、🔔マークをタップすると新しい配信の通知が届く。

## 個人サポーターズとスポンサー
番組の制作を支援する「個人サポーターズ」制度がある。1口10,000円〜。定期的な特典はないが、メンバー向けの限定動画などを視聴できる。
また、企業スポンサーも受け付けている。

## 番組連動イラストコラム
リイド社・月刊『コミック乱』毎月27日発売中。パーソナリティのNuiがイラストコラムを連載している。コンビニ、書店、ネットなどで購入可能。